# District d'Itezhi-Tezhi
Le district d'Itezhi-Tezhi est un district de Zambie, situé dans la Province Méridionale. Sa capitale se situe à Itezhi-Tezhi. Selon le recensement zambien de 2000, le district a une population de 43 111 personnes.